# Forças Armadas do Egito
As Forças Armadas do Egito são a principal unidade de combate e defesa deste país. É a maior força armada da África e do Oriente Médio, e é a  décima maior do mundo. Ele conta um Exército, uma Marinha e uma Aeronáutica.